# تپه گورستان سرآب یاوری
تپه قبرستان سرآب یاوری مربوط به دوره اشکانیان - دوره ساسانیان است و در شهرستان کرمانشاه، بخش مرکزی، دهستان میان دربند، ۱ کیلومتری غرب روستای یاوری واقع شده و این اثر در تاریخ ۷ خرداد ۱۳۸۷ با شمارهٔ ثبت ۲۲۸۰۶ به‌عنوان یکی از آثار ملی ایران به ثبت رسیده است.